# 현악 사중주 12번 (베토벤)
《현악 사중주 12번 내림마장조, 작품번호 127》은 루트비히 판 베토벤에 의해 쓰인 현악 사중주이다.

## 개요
이 사중주는 베토벤의 후기 사중주 중 가장 온화하고 관습적인 것일 수 있다. 베토벤은 원래 더 웅장한 아이디어를 갖고 있었는데, 여기에는 "즐거움"(La gaieté)이라는 부제가 달린 것과 더 어두운 성격의 아다지오를 포함, 여섯 개의 악장이 포함될 계획이었다. 여하튼, 베토벤은 덜 야심적이지만, 여전히 효과적인 네 개의 악장 구성을 고수했다.
주로 1823년에서 1824년에 걸쳐 쓰이고 1825년 1월 경 완성된 이 사중주는, 《11번 사중주, 작품 번호 95》의 작곡 시기와는 약 14년이라는 시간의 차이가 있으며, 그의 후기 사중주 시리즈의 시작이기도 하다. 《13번》(1826년 1월 완성) 및  《15번》(1825년 7월 완성) 사중주와 함께 이 사중주는 러시아의 니콜라이 갈리친 공작의 요청에 따른 작업이었다: 첼리스트인 갈리친 공작은 베토벤의 음악을 연주하기 위해 노력했고, 그가 적당한 가격에 작곡을 하기를 초조하게 기다렸다. 갈리친 공작의 의뢰로 베토벤은 10년 만에 현악 사중주 장르에서 다시 작곡을 하게 되었고, 재정적 어려움에서 벗어났다. 베토벤은 1823년 1월 25일에 갈리친에게 답장을 보내 세 개의 사중주(작품 번호 127, 132, 130)를 위한 50 두카트를 요구했고, 2월 말이나 3월 중순까지 첫 번째 사중주를 완성하기로 약속했다. 하지만, 당시 베토벤은 《교향곡 9번》의 작곡에 대부분의 시간을 할애하고 있었기 때문에, 《작품 번호 127》의 작업은 일 년이 훨씬 넘게 미루어졌다.
완성된 작품의 초연은 1825년 3월 6일에 빈에서 슈판치히 사중주단에 의해 이루어졌지만, 연습 부족으로 좋은 평은 받지 못했다. 그러나 같은 달 23일에 열린 이들의 두 번째 공연에서는 호평을 받았다. 악보의 초판은 1826년 3월에 마인츠의 쇼트 출판사를 통해 간행되었고, 헌정은 갈리친 공작에게 이루어졌다.
베토벤의 작품 중에는 조표에 내림표가 세 개 붙은 내림마장조와 다단조에 명작이 많은 것으로 알려져 있는데, 이 사중주 역시 베토벤의 대표적인 내림마장조 작품이다.

## 구성
이 사중주는 전 네 개의 악장으로 구성되어 있다.
1. Maestoso  – Allegro
2. Adagio, ma non troppo e molto cantabile – Andante con moto – Adagio molto espressivo – Tempo I
3. Scherzando vivace - Trio
4. Finale. Allegro

총 연주 소요시간은 37분 정도이다.

### 제1악장. 마에스토 — 알레그로
내림마장조, 소나타 형식, 2/4 박자 — 3/4 박자.
내림마장조의 중후하고 강렬한 화음으로 노래가 시작된다. 그 후, "상냥하고, 아름답게"라고 지시된 제1주제와 사단조의 제2주제에 의한 주부가 된다. 곡의 도중에 마에스토소의 도입부 화음이 두 번 나타난다. 전체적으로 밝은 분위기를 가지는 곡이다.

### 제2악장. 아다지오, 마 논 트로포 에 몰토 칸타빌레 — 안단테 콘 모토 — 아다지오 몰토 에스프레시보 — 템포 I
내림가장조, 변주곡 형식, 12/8 박자 — 4/4 박자 — 2/4 박자 — 12/8 박자.
피아노 소나타 30번 제3악장, 현악 사중주 14번 제4악장, 디아베리 변주곡 등과 함께 베토벤 후기 양식의 대표적인 변주곡이다. 주제는 아다지오, 마논 트로포 에 몰토 칸타빌레로로, 내림가장조의 매우 조용하고 간소한 것이며, 만년의 베토벤의 영적인 깊이를 나타낸다.

### 제3악장. 스케르찬도 비바체 — 트리오
내림마장조, 세도막 형식, 3/4 박자.
스케르초풍의 악장이다. 트리오 부분은 프레스토이다. 후반의 스케르초 부분은 상당히 자유로운 전개를 보여준다.

### 제4악장. 피날레. 알레그로
내림마장조, 소나타 형식, 2/4 박자.
특별히 템포 지시는 주어지지 않지만, 보통은 프레스토, 또는 알레그로로 연주된다. 코다가 알레그로 콘 모토로 시작하기 때문에 일반적으로 그곳에서 속도가 일단 줄어든다. 유니즌에 의한 의한 도입부에서 활기찬 제1주제가 제1바이올린에 나타나 내림나장조의 발랄한 제2주제로 진행한다. 전개부에서는 그야말로 베토벤다운 정력적이고 성공적인 주제의 전개가 이루어진다. 재현부를 거쳐 다장조의 코다에 이른다. 코다에서 음악은 기세를 더하고, 조성도 원래의 내림마장조로 되돌아간다. 그리고 합주에 의해 전곡은 힘세게 맺어진다.

## 같이 보기
- 후기 현악 사중주 (베토벤)
- 베토벤의 현악 사중주